# Uddhav Thackeray
Uddhav Bal Thackeray (Marathi उद्धव ठाकरे; * 27. Juli 1960 in Mumbai) ist ein indischer Politiker, der von 2019 bis 2022 als 19. Chief Minister von Maharashtra amtierte. Er ist der Parteivorsitzende der Partei Shiv Sena.

## Laufbahn
Uddhav Thackeray wurde am 27. Juli 1960 als jüngster der drei Söhne des Politikers Bal Thackeray und seiner Frau Meena Thackeray geboren. Sein Vater war der Gründer der rechtspopulistischen und hindunationalistischen Partei Shiv Sena. 2002 begann Thackeray seine politische Karriere als Wahlkampfleiter von Shiv Sena bei den Wahlen zur Brihanmumbai Municipal Corporation (der Verwaltungsbehörde der Agglomeration Mumbai), bei denen die Partei ein gutes Ergebnis erzielte. 2003 wurde er zum Arbeitspräsidenten von Shiv Sena ernannt. Uddhav war von 2006 bis 2019 Chefredakteur von Saamana (einer Tageszeitung in Marathi, herausgegeben von Shiv Sena). Im Jahr 2006 spaltete sich die Partei Maharashtra Navnirman Sena unter Uddhavs Cousin Raj Thackeray von Shiv Sena ab. Nach dem Tod seines Vaters im Jahr 2012 übernahm Uddhav Thackeray den Vorsitz von Shiv Sena im Jahr 2013. Ab 2014 war Shiv Sena an einer Regierungskoalition mit der Bharatiya Janata Party (BJP) in seinem Heimatstaat Maharashtra beteiligt.

### Chief Minister von Maharashtra
Nach der Parlamentswahl 2019 in Maharashtra brach die Koalition zwischen der BJP und Shiv Sena Anfang November 2019 aufgrund von Streitigkeiten auseinander. Shiv Sena verhandelte daraufhin über die Bildung einer Koalitionsregierung mit der Nationalist Congress Party (NCP) und der Kongresspartei (INC), zwei Parteien, die ideologisch mit Shiv Sena nur sehr geringe Gemeinsamkeiten haben. In dieser Koalitionsregierung sollte Thackeray neuer Chief Minister von Maharashtra werden. Nachdem ein wichtiges Parteimitglied der NCP zur BJP übergelaufen war und weitere Übertritte von NCP-Parteimitgliedern angekündigt hatte, ließ Premierminister Narendra Modi (BJP) am 12. November 2019 President’s rule in Maharashtra verhängen. Der bisherige Chief Minister Devendra Fadnavis (BJP) wurde am 23. November 2019 wieder eingesetzt. Die drei Koalitionsparteien ließen danach die möglichen Überlaufer in einem Hotel festhalten, wonach diese ihre Ankündigung, zur BJP überzulaufen widerriefen. Devendra Fadnavis trat daraufhin am 26. November 2019 zurück, da er keine Parlamentsmehrheit hatte zusammenbringen können. Am 28. November 2019 wurde Uddhav Thackeray als neuer Chief Minister vereidigt.
Nachdem die Mehrheit der Abgeordneten Shiv Senas, angeführt von Eknath Shinde, ihm die Loyalität verweigerten, trat er am 29. Juni 2022 vom Posten des Chief Ministers zurück.

## Privates
Thackeray ist mit Rashmi Thackeray verheiratet und hat zwei Söhne, Aditya und Tejas. Während der ältere Sohn Aditya Parlamentarier für Shiv Sena in Maharashtra ist, lebt der jüngere Sohn Tejas in den Vereinigten Staaten.